# Ion Adrian Zare
Ion Adrian Zare (Nagyvárad, 1959. május 11. – Nagyvárad, 2022. február 23.) válogatott román labdarúgó, hátvéd.

## Mérkőzései a román válogatottban
| #  | Dátum              | Ellenfél      | Eredmény | Kiírás              | Esemény |
| -- | ------------------ | ------------- | -------- | ------------------- | ------- |
| 1. | 1984. április 11.  | Izrael        | 0 – 0    | barátságos mérkőzés |         |
| 2. | 1984. június 17.   | NSZK          | 1 – 2    | Eb-csoportkör       | 46'     |
| 3. | 1984. július 31.   | Kína          | 1 – 0    | barátságos mérkőzés |         |
| 4. | 1985. március 27.  | Lengyelország | 0 – 0    | barátságos mérkőzés |         |
| 5. | 1985. augusztus 7. | Szovjetunió   | 0 – 2    | barátságos mérkőzés | 80'     |
| 6. | 1986. március 2.   | Egyiptom      | 1 – 0    | barátságos mérkőzés |         |
| 7. | 1987. március 11.  | Görögország   | 1 – 1    | barátságos mérkőzés | 77'     |

## Fordítás
- Ez a szócikk részben vagy egészben  az   Ion Adrian Zare című angol Wikipédia-szócikk fordításán alapul.  Az eredeti cikk szerkesztőit annak laptörténete sorolja fel. Ez a jelzés csupán a megfogalmazás eredetét és a szerzői jogokat jelzi, nem szolgál a cikkben szereplő információk forrásmegjelöléseként.